# Ducato di Trento

Italia bizantina e longobarda

Il Ducato di Trento fu uno dei ducati istituiti dai Longobardi in Italia. Trento fu probabilmente tra le prime città a cadere sotto il dominio dei Longobardi guidati da Alboino, nel corso dell'invasione del 568-569. La costituzione del ducato risale, con ogni probabilità, a quegli stessi anni, forse già nel tardo 568 (ma la penetrazione tra le montagne deve essere stata assai lenta). Fu tra i più importanti ducati della Langobardia Maior anche in virtù della sua posizione strategica a ridosso dei valichi alpini. Alla sua massima estensione il ducato comprendeva l'attuale Trentino (eccetto il Primiero e la Val di Fassa) e una parte dell'odierno Alto Adige (da Merano a Bolzano e fino a Sabiona - Bressanone). Diversi duchi di Trento giocarono un ruolo di primo piano nella storia del regno longobardo; spiccano Ewin, durante il Periodo dei Duchi, e l'usurpatore Alachis.

## Storia

### Il VI secolo
Paolo Diacono (che aveva utilizzato per narrare le vicende dei primi decenni dei Longobardi in Trentino le cronache di Secondo di Non) non indica la data esatta della costituzione del ducato, ma essa deve probabilmente collocarsi nel primo periodo dell'occupazione longobarda dell'Italia nord-orientale (568-569), anche se vi è chi sostiene che forse il Ducato di Trento fosse sottomesso al Ducato di Verona, ove nel primo periodo vi era anche la corte reale longobarda. Il ducato rivestì comunque fin dalla fondazione un ruolo politico di primaria importanza: lo stesso storico longobardo cita il duca Ewin tra i cinque più importanti dei trentacinque tra i quali, durante il periodo di interregno che vide i Longobardi privi di un re (574-584), fu ripartito collettivamente il potere. Ai tempi di Ewin il ducato subì un'incursione dei Franchi, che riuscirono a occupare il castello di Non (di collocazione incerta, forse proprio a Nanno in Val di Non) e la stessa Trento, prima di essere ricacciati dal duca. Una nuova incursione franca fu registrata poco più tardi, nei primi anni del regno di Autari, quando gli invasori devastarono numerosi castelli del Trentino e ne deportarono gli abitanti, poi rimpatriati - dietro al pagamento di un forte riscatto - dopo l'ascesa al trono di Agilulfo, grazie all'intercessione del vescovo Agnello.
Alla morte di Ewin (circa 595), sul trono ducale salì Gaidoaldo, del quale Paolo Diacono sottolinea la fede cattolica. La notazione è di particolare interesse, perché il ducato sarebbe diventato in seguito, in particolare sotto Alachis, uno degli epicentri della ribellione tradizionalista, anticattolica e filo-ariana nella Langobardia Maior orientale (l'Austria). Già lo stesso Gaidoaldo, tuttavia, assunse atteggiamenti di fronda contro Agilulfo, associandosi al duca del Friuli Gisulfo II. Il dissidio, comunque, venne appianato nel 602. Gaidoaldo riuscì a espandere il ducato verso est, occupando l'intera Valsugana fino al Cismon, e ad ovest le valli del Chiese e del Sarca, eccetto Riva, probabilmente entrata a far parte del demanio regio.
Dopo la morte di Secondo di Non le fonti longobarde sulle vicende sono assai scarse, fino all'insediamento di Alachis.

### Il VII secolo
Negli anni Ottanta del VII secolo il duca Alachis si rivoltò contro il re Pertarito, esponente della fazione cattolica. Alachis, dopo aver compiuto una vittoriosa incursione contro un conte baiuvaro (alleato della corona) che occupava Bolzano, si sollevò contro il sovrano, esponente della dinastia Bavarese e si arroccò a Trento. Assediato, riuscì a sorprendere Pertarito con una sortita, tanto da costringerlo alla ritirata. Nonostante le diffidenze del re, il duca ottenne non soltanto il perdono ma anche, grazie all'intercessione dell'erede al trono Cuniperto, anche il beneficio aggiuntivo del ducato di Brescia. Alachis, forte ora del sostegno di un numero accresciuto di guerrieri longobardi, tornò a ribellarsi contro lo stesso Cuniperto, quando questi nel 688 successe al padre sul trono dei Longobardi. Tra il 688 e il 689 riuscì perfino a insediarsi a Pavia, scacciando Cuniperto, fino a quando il legittimo sovrano non riuscì a sconfiggerlo e ucciderlo nella battaglia di Coronate, nella piana tra Trezzo e Cornate d'Adda.

### VIII secolo: dal ducato longobardo al dominio franco
Dopo Alachi, in assenza di fonti dirette, gli storici ritengono che il ducato trentino perdette la sua autonomia e venne inglobato nel demanio regio, retto direttamente da un funzionario della corona e non più da un duca semi-indipendente come in precedenza, anche se, in contrasto con questa tesi vi sarebbe il fatto che Carlo Magno mantenne l'autonomia dei ducati longobardi preesistenti, suddividendoli in contee (dette comitati) e marche (marchesati).
Nel 769 la contea di Bolzano venne ceduta al duca di Baviera Tassilone III come dote della sposa, una figlia del re Desiderio, per poi ritornare nel 774 sotto il controllo longobardo in seguito all'invasione franca. In questi anni il ducato, ormai sotto dominio franco, è retto dal duca Ruperto, che muore combattendo contro i Baiuvari nel 788. I Carolingi, avendo istituito il sistema feudale di governo, articolavano i loro regni in 'comitati' (contee) rette da conti: è probabile (le fonti non sono molto chiare al riguardo) che anche il ducato longobardo di Trento venne organizzato sotto i Franchi secondo questo profilo istituzionale (al di là degli appellativi, l'organizzazione franca era più centralizzata e i conti dipendevano direttamente dalla corona, così come i duchi ed i marchesi). Poiché il principe vescovo di Trento viene qualche volta citato anche con il titolo di marchese delle Giudicarie, è possibile che il ducato di Trento fosse suddiviso sia in marchesato che in contee (che erano di regola territorialmente meno vaste dei marchesati).

## Elenco dei duchi di Trento
- Ewin
- Gaidoaldo
- Alachis

### Fonti primarie
- Secondo di Non, Succinta de Langobardorum gentis historiola
- Paolo Diacono, Historia Langobardorum (Storia dei Longobardi, cura e commento di Lidia Capo, Lorenzo Valla/Mondadori, Milano 1992).

### Fonti secondarie
- Lidia Capo, Commento, in Paolo Diacono, Storia dei Longobardi, a cura di Lidia Capo, Milano, Lorenzo Valla/Mondadori, 1992, ISBN 88-04-33010-4.
- Jörg Jarnut, Storia dei Longobardi, traduzione di Paola Guglielmotti, Torino, Einaudi, 1995  [1982], ISBN 88-06-13658-5.
- Sergio Rovagnati, I Longobardi, Milano, Xenia, 2003, ISBN 88-7273-484-3.
- Giuseppe Albertoni, I Longobardi a Trento, in AA. VV., Romani & Germani nel cuore delle Alpi tra V e VIII secolo, Athesia Ed., Bolzano 2005, pp. 29–43, ISBN 88-8266-344-2.
- Hannes Obermair, Il diritto della regione tirolese e trentina tra epoca tardoantica e altomedievale, a cura di Südtiroler Kulturinstitut, Romani & Germani nel cuore delle Alpi tra V e VIII secolo, Bolzano, Athesia Ed., 2005,  pp. 121-133, ISBN 88-8266-344-2.
- AA.VV., Storia del Trentino, vol. 3 (Collana promossa dall'Istituto Trentino di Cultura), L'età medievale, a cura di Andrea Castagnetti, Gian Maria Varanini, Bologna, Il Mulino, 2004.
- De Finis, Lia, Percorsi di Storia Trentina, Didascalie PAT, Trento, 2000.